# Andris Ambainis
Andris Ambainis (* 18. ledna 1975, Daugavpils, Lotyšsko) je lotyšský matematik a informatik. Zabývá se především kvantovými výpočty, kvantovou kryptologií a teorií algoritmů, ale i kvantovou mechanikou nebo výpočetní složitostí.